# Sjælland-Møn Broen bygges
|  | Denne artikel er oprettet af botten Steenthbot ud fra en ekstern database. Den kan derfor have sproglige fejl eller mangler. Denne skabelon kan fjernes efter kontrol af indholdet. |

Sjælland-Møn Broen bygges er en dansk dokumentarisk optagelse fra 1941 om bygningen af Dronning Alexandrines Bro.

## Handling
Danmarks nye store vejbro bliver bygget over Ulvsund fra Kalvehave på Sjælland til Koster på Møn. Arbejdet har stået på i 15 måneder og forventes at stå færdigt om to år. Dæmningen på Mønsiden er næsten færdig, skabt på ophobning af 60.000 kubikmeter sand. 130 mand er beskæftiget på projektet.